# Jurinella milleri
Jurinella milleri är en tvåvingeart som beskrevs av Charles Howard Curran 1947. Jurinella milleri ingår i släktet Jurinella och familjen parasitflugor.
Artens utbredningsområde är Panama. Inga underarter finns listade i Catalogue of Life.